# Świątynia Tongjiao
Świątynia Tongjiao w Pekinie (chiń. upr. 北京通教寺; pinyin Běijing Tōngjiāo Sì) – świątynia buddyjska znajdująca się w Pekinie, w dzielnicy Dongcheng, pod numerem 19 w hutongu Zhenxian. Adres 东直门内北小街针线胡同19号 (Dongzhimen nei Beixiaojie Zhenxian hutong 19 hao).
Świątynia składa się z głównej bramy, hali Daxiong, hali Sangharama, Hali Mistrzów, Hali Postu i kwater mniszek. Główny budynek to hala Daxiong o powierzchni ok. 300 m² pokryta zieloną dachówką; czczony jest tam Budda Amitabha. Łączna powierzchnia świątyni wynosi ok. 2500 m². 
Zbudowana za czasów dynastii Ming przez pałacowych eunuchów, za panowania mandżurskiego przekształcona w klasztor żeński i nazwana Tongjiao. Z początkiem lat 40. XX wieku świątynia popadła w ruinę i mieszkała w niej tylko jedna mniszka – Yinhe (印和). W 1941 spotkała ona dwie mniszki z Fujianu Kaihui (開慧) i Shengyu (勝雨), które studiowały w Pekinie w Instytucie Fajie. Wspólnie postanowiły odrestaurować podupadłą świątynię, pozyskując pieniądze od kupców, urzędników i wojskowych Pekinu. Po remoncie świątynia została powiększona i otworzono w niej szkołę dla mniszek; uczyła w niej m.in. ważna mistrzyni vinaya, Cizhou (慈舟, 1877–1957). W 1949 w Tongjiao Si mieszkało 70 mniszek; jedną z ważnych uczennic szkoły była mniszka Longlian (You Yongkang, 游永康, 1909–2006), współautorka opracowanej w latach 1956–59 encyklopedii buddyjskiej, zasłużona w odbudowie szkolnictwa buddyjskiego w latach 80. i 90. XX w.
Po 1955 świątynia została przekształcona w zakład pracy. W czasie rewolucji kulturalnej mieścił się w niej posterunek policji. Została ponownie otwarta w 1981. Współcześnie pozostaje aktywnym klasztorem żeńskim i dostępna jest dla odwiedzających tylko dwa dni w miesiącu. Tongjiao Si jest znanym ośrodkiem studiów buddyjskich dla mniszek i odbywają się w niej regularne praktyki religijne, jak comiesięczne siedmiodniowe uroczystości recytacji imienia Buddy i coroczne letnie praktyki vassa.